# Trichostema setaceum
Trichostema setaceum är en kransblommig växtart som beskrevs av Maarten Willem Houttuyn. Trichostema setaceum ingår i släktet Trichostema och familjen kransblommiga växter. Inga underarter finns listade i Catalogue of Life.